# Bolesława Duszyńska
Bolesława Duszyńska (ur. 1908 w Pianie, data śmierci nieznana) – doktor filozofii, filolog klasyczny.

## Życiorys[1]
Urodziła się na Wołyniu w miejscowości Pianie w 1908 roku. Jej ojciec Walentyn był urzędnikiem administracji rolnej. Matka Waleria z Turobińskich. Po ukończeniu gimnazjum w Łucku w 1925 r. studiowała filologię klasyczną na Uniwersytecie Warszawskim, pracując jednocześnie w szkole średniej. 
W 1929 r. uzyskała doktorat z filozofii na podstawie pracy Spokój ducha według stoików napisanej pod kierunkiem Tadeusza Zielińskiego, a w następnym złożyła egzamin pedagogiczny uprawniający do nauczania w szkolnictwie na poziomie średnim. Etat uzyskała w XII LO w Warszawie, gdzie pracowała również przez całą okupację na tajnych kompletach. Równocześnie kształciła się dalej naukowo, zajmując się szczególnie filozofią stoicką (pojęcie ruchu tonicznego oraz tłumaczenie tekstów Epikteta). W 1945 przeszła do pracy w charakterze nauczyciela w VIII LO w Poznaniu. Niedługo potem została lektorem j. greckiego na Uniwersytecie Poznańskim, a następnie adiunktem. W 1948 r. napisała rozprawę pt. Zasady somatologii stoickiej i przedstawiła ją jako podstawę habilitacji. 
Rozprawa i cały dorobek dr Duszyńskiej został oceniony pozytywnie przez czterech recenzentów (profesorów: J. Sajdaka, W. Klingera, A. Krokiewicza i J. Dziecha) w czerwcu 1949. Wniosek o nadanie dr Duszyńskiej veniam legendi został skierowany do Ministerstwa. W 1951 r. habilitacja została odrzucona. Z materiałów archiwalnych wynika, że stało się do za sprawą opinii prof. Tadeusza Krońskiego, który zarzucił pracy "płytkość oraz odchylenie idealistyczne". Dr Duszyńska pracowała na Uniwersytecie Poznańskim do 1952 r., kiedy nie przedłużono jej już zatrudnienia. Przeszła na rentę w 1957 r. ze względu na stan zdrowia. Zmarła kilka lat później.

## Stopnie i tytuły naukowe[1]
- 1929 - magister
- 1929 - doktorat z filozofii
- 1948 - złożenie rozprawy habilitacyjnej

## Publikacje[1]

### Książki
- O stoickim ruchu tonicznym. De stoicorum motu tonico, Warszawa 1938.
- Zasada somatologii stoickiej, Poznań 1948. Wydanie II pod tytułem Zasady somatologii stoickiej, Warszawa 2002.

### Artykuły
- Cicero’s Argumentation in the First Dialogue of his „De Finibus bonorum et malorum”, „Eos” 43 (1948–1949), 211–218.
- Stoicyzm w etyce, „Filomata”, Lwów 1936. numer? zakres stron? – nie zdołano ustalić
- Epiktetos, Wyjątki z Encheiridionu (przekład), „Meander” t. III, 1948, z. 2, s. 109-110.
- Epiktet, Encheiridion, Zasady praktyczne postępowania moralnego, materiał przedstawiony do druku, Poznań 1950. – nie jest pewne, czy chodziło o publikację książkową, czy o artykuł w czasopiśmie
- Epiktet, Encheiridion, Diatryby, przekład i komentarz (teksty spłonęły w Warszawie w sierpniu 1944 roku).